# Coppa Italia Primavera 2005-2006
La Coppa Italia Primavera 2005-2006 è la trentaquattresima edizione del torneo riservato alle squadre giovanili iscritte al Campionato Primavera.

## Ottavi di finale
| Squadra 1 | Totale | Squadra 2 | Andata | Ritorno |
| --------- | ------ | --------- | ------ | ------- |
| Pistoiese | 2 - 4  | Inter     | 2 - 2  | 0 - 2   |

### Andata
| 5 ottobre 2005 Andata | Pistoiese | 2 – 2 | Inter |  |

### Ritorno
| 2 novembre 2005 Ritorno | Inter | 2 – 0 | Pistoiese |  |

## Quarti di finale
| Squadra 1 | Totale | Squadra 2 | Andata | Ritorno |
| --------- | ------ | --------- | ------ | ------- |
| Bari      | 0 - 4  | Inter     | 0 - 0  | 0 - 4   |

### Andata
| 30 novembre 2005 Andata | Bari | 0 – 0 | Inter |  |

### Ritorno
| 11 gennaio 2006 Ritorno | Inter | 4 – 0 | Bari |  |

## Semifinali
| Squadra 1 | Totale | Squadra 2 | Andata | Ritorno         |
| --------- | ------ | --------- | ------ | --------------- |
| Palermo   | 0 - 0  | Inter     | 0 - 0  | 0 - 0 (5-6 dcr) |

### Andata
| 8 febbraio 2006 Andata | Palermo | 0 – 0 | Inter |  |

### Ritorno
| 1º marzo 2006 Ritorno                        | Inter                | 0 – 0 (d.t.s.) | Palermo |  |
| \| \| \| \| \| \| Tiri di rigore 6 – 5 \| \| |                      |                |         |  |
|                                              |                      |                |         |  |
|                                              | Tiri di rigore 6 – 5 |                |         |  |

## Finale
| Squadra 1 | Totale | Squadra 2 | Andata | Ritorno |
| --------- | ------ | --------- | ------ | ------- |
| Milan     | 0 - 2  | Inter     | 0 - 1  | 0 - 1   |

### Andata
| Arbitro: | Massa (Imperia) |

|  |           |          |
|  | Marcatori | 47’ Aloe |

### Ritorno
| Arbitro: | Doveri (Aprilia) |

|               |           |  |
| Andreolli 61’ | Marcatori |  |